# آرتور ۲۵۹۷
سیارک ۲۵۹۷ (به انگلیسی: 2597 Arthur، نامگذاری:1980PN) دو هزار و پانصد و نود و هفتمین سیارک کشف شده‌است که در ۸ اوت ۱۹۸۰ کشف شد.
قدر مطلق سیارک برابر ۱۱٫۹۰ است.